# Camp de concentration d'Echterdingen
Le camp de concentration d'Echterdingen est créé en novembre 1944 en tant qu'annexe du camp de concentration de Natzweiler-Struthof sur la base aérienne d'Echterdingen, (aujourd'hui l'aéroport de Stuttgart). Le camp est construit par l'Organisation Todt.

## Histoire
Afin de maintenir les opérations aériennes, plusieurs milliers de travailleurs étrangers sont déportés à Echterdingen. En novembre 1944, 600 prisonniers juifs sont enfermés dans un hangar. Ils étaient auparavant logés dans le camp de concentration de Stutthof et avant cela en partie dans le camp de concentration d'Auschwitz.
Les prisonniers devaient combler des cratères de bombes. Lorsque la route n'est pas empruntable, les prisonniers doivent construire une connexion à l'autoroute, qui doit être utilisée en remplacement. Parfois, les prisonniers sont tellement faibles qu'ils ne peuvent plus rentrer seuls dans le camp : deux détenus doivent les traîner ou ils sont ramenés à l'aide d'une charrette.

## Mémorial
Lors des travaux de construction pour agrandir l'aéroport de Stuttgart à l'automne 2005, les restes de 34 cadavres de prisonniers sont découverts à environ 100 mètres du hangar, ils ont été inhumés à l'endroit exact où ils ont été trouvés. Le 1er avril 2007, les pierres tombales des 34 victimes du camp de concentration d'Echterdingen sont installées. Le 1er juin 2010, le mémorial est installé.